# Thales Spectra

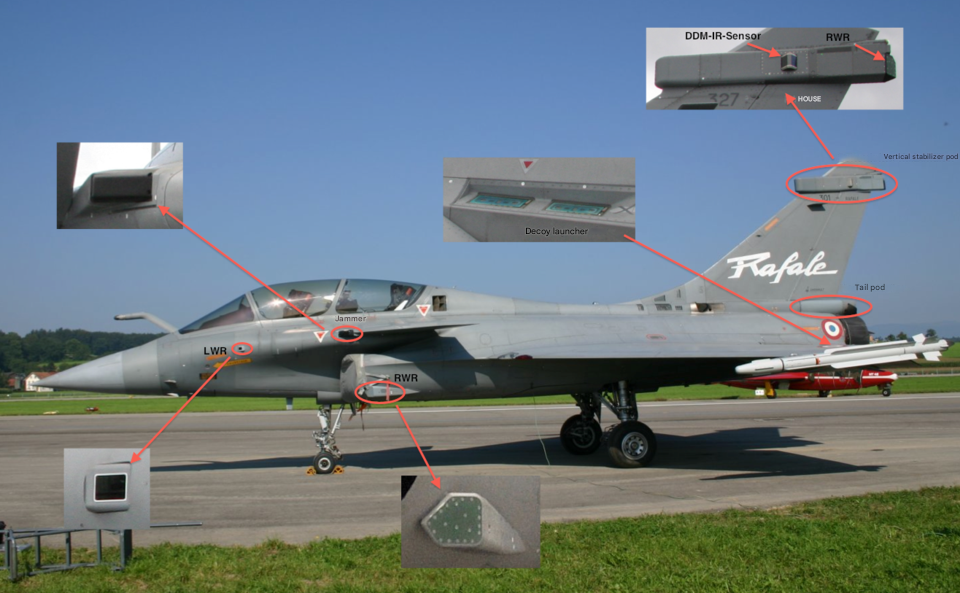
I sensori del sistema SPECTRA evidenziati nei riquadri su immagini del Dassault Rafale

Il Thales SPECTRA è un sistema integrato di guerra elettronica sviluppato dalla Thales (ex Division Systèmes Aéroportés) e dalla EADS per gli aerei da caccia Dassault Rafale. SPECTRA è un acronimo per Système de Protection et d'Évitement des Conduites de Tir du Rafale ("Sistema di gestione armamento di protezione e inganno per il Rafale").
Tutti gli elementi dello SPECTRA sono integrati nella struttura dell'aereo e sono progettati per fornire un elevato livello di automazione e integrazione con le altre piattaforme di bordo. Lo Spectra comprende come elementi passivi: ricevitori radar d'allarme (Radar Warning Receiver), rilevatori di minaccia laser (Laser Warning Receiver) e rilevatori di prossimità missili (Missile Approach Warning) all'infrarosso. Quest'ultimo sensore è sviluppato dalla MBDA.
Gli elementi attivi sono costituiti da lanciatori di chaff e flare più un sofisticato sistema per il disturbo radar (radar jamming). Lo Spectra è in grado di svolgere funzioni ELINT essendo in grado di registrare e analizzare le caratteristiche di emittenti ostili unitamente con la loro posizione.
In una controversa intervista rilasciata nel 1997 da Pierre-Yves Chaltiel, responsabile in Dassault Aviation e poi in Thales dello sviluppo delle contromisure elettroniche, si accennò a capacità stealth per il Rafale ottenute con innovative tecniche attive. Gli analisti ipotizzano che la funzionalità accennata sia basata su tecniche di radar jamming del sistema SPECTRA in grado di ridurre la eco radar dell'aereo. Il metodo non ha conferma ufficiale, ne è confermata la effettiva operatività della funzione, ma si ipotizza si tratti di tecnologie di "cancellazione attiva" per le quali si è avuto conferma nel 2002 da studi in atto da parte di Thales e MBDA, in quel caso per lo sviluppo di un missile da crociera.
Anche nell'ipotesi che la funzionalità sia stata effettivamente ottenuta, sarebbe comunque un segreto militare ad alto livello di classifica.
A favore del probabile successo dell'impresa vi è il relativamente alto costo del sistema SPECTRA, stimato nel 1997 in "alcune centinaia di milioni di dollari" investiti per ricerca e sviluppo. Uno dei quattro prototipi del Rafale è stato dedicato allo sviluppo dello SPECTRA, insieme a ad un Dassault Falcon 20. Ulteriormente vi è evidenza di investimenti per sviluppare 4 nuove camere anecoiche per esigenze Thales, un delle quali è sufficientemente equipaggiata per far funzionare il sistema completo in un ambiente elettromagnetico riprodotto nei dettagli.
Il sistema SPECTRA affianca ai sistemi a radio frequenza un sistema completo per il lancio di chaff e flare. Non è previsto un decoy trainato.
I futuri sviluppi del sistema comprenderanno la capacità di scambiare dati tra diversi Rafale mediante interconnessione dati via radio (datalink) condividendo le informazioni nell'ambito di una formazione in azione.